# Schwedische Division 1 (Eishockey) 1944/45
Die Saison 1944/45 war die erste Spielzeit der Division 1 als höchster schwedischen Eishockeyspielklasse. Meister wurde Hammarby IF. Sandvikens IF, Surahammars IF, Skuru IK und IF Göta stiegen in die zweite Liga ab.

## Modus
In der Hauptrunde wurde die Liga in zwei Gruppen (Nord und Süd) eingeteilt. Jede der sechs Mannschaften pro Gruppe absolvierte insgesamt zehn Spiele. Die beiden Gruppensieger trafen im Meisterschaftsfinale aufeinander. Die beiden Letztplatzierten jeder Gruppe stiegen direkt in die zweite Liga ab. Für einen Sieg erhielt jede Mannschaft zwei Punkte, bei einem Unentschieden gab es einen Punkt und bei einer Niederlage null Punkte.

## Hauptrunde

### Gruppe Nord
|    | Klub           | Sp | S  | U | N | T  | GT | Punkte |
| -- | -------------- | -- | -- | - | - | -- | -- | ------ |
| 1. | Södertälje SK  | 10 | 10 | 0 | 0 | 94 | 18 | 20     |
| 2. | AIK Solna      | 10 | 8  | 0 | 2 | 54 | 20 | 16     |
| 3. | Karlbergs BK   | 10 | 6  | 0 | 4 | 69 | 36 | 12     |
| 4. | Tranebergs IF  | 10 | 4  | 0 | 6 | 42 | 61 | 8      |
| 5. | Sandvikens IF  | 10 | 1  | 1 | 8 | 32 | 88 | 3      |
| 6. | Surahammars IF | 10 | 0  | 1 | 9 | 18 | 86 | 1      |

Sp = Spiele, S = Siege, U = Unentschieden, N = Niederlagen

### Gruppe Süd
|    | Klub          | Sp | S | U | N  | T   | GT  | Punkte |
| -- | ------------- | -- | - | - | -- | --- | --- | ------ |
| 1. | Hammarby IF   | 10 | 9 | 1 | 0  | 102 | 19  | 19     |
| 2. | Nacka SK      | 10 | 7 | 0 | 3  | 62  | 35  | 14     |
| 3. | IK Göta       | 10 | 6 | 1 | 3  | 47  | 43  | 13     |
| 4. | IFK Mariefred | 10 | 3 | 2 | 5  | 37  | 51  | 8      |
| 5. | Skuru IK      | 10 | 3 | 0 | 7  | 33  | 56  | 6      |
| 6. | IF Göta       | 10 | 0 | 0 | 10 | 24  | 101 | 0      |

Sp = Spiele, S = Siege, U = Unentschieden, N = Niederlagen

## Meisterschaftsfinale
- Södertälje SK – Hammarby IF 1:2 Siege (4:2, 1:2, 4:5)